# Le Cran d'arrêt
Pour les articles homonymes, voir Cran d'arrêt.
Pour plus de détails, voir Fiche technique et Distribution.
Le Cran d'arrêt (titre original : The Turning Point) est un film américain réalisé par William Dieterle, et sorti en 1952.

## Synopsis
John Conroy, à la tête d'une commission d'enquête, et son ami le journaliste Jerry McKibbon cherchent à démasquer Neil Eichelberger qui dissimule sous une société de transport routier un vaste trafic illicite. Pourtant prévenu par son ami Mac Kibbon, il ne peut empêcher l'assassinat de son père, policier corrompu. Eichelberger, responsable du syndicat du crime qui a la mainmise sur les principaux rouages économiques et politiques de la ville, n'hésite pas à mettre le feu à un immeuble d'habitation où sont cachés des documents compromettants, provoquant ainsi la mort de dizaines d'innocents.

## Fiche technique
- Titre : Le Cran d'arrêt
- Titre original : The Turning Point
- Réalisation : William Dieterle
- Scénario : Warren Duff, d'après une histoire d'Horace McCoy
- Chef-opérateur : Lionel Lindon
- Musique : Irvin Talbot, Miklos Rosza (non crédité)
- Montage : George Tomasini
- Décors : Sam Comer, Grace Gregory
- Costumes : Edith Head
- Direction artistique : J. McMillan Johnson, Hal Pereira
- Effets visuels : Farciot Edouart et Gordon Jennings
- Production : Paramount Pictures
- Pays de production :  États-Unis
- Langue : Anglais
- Format : Noir et blanc — 35 mm — 1,37:1 — Son : Mono (Western Electric Recording)
- Genre : Film dramatique, Film policier, Film noir, Thriller
- Durée : 85 minutes
- Date de sortie : 
  - États-Unis : 15 novembre 1952
- Affiche : Boris Grinsson (France)

## Distribution
- William Holden  (VF : Michel Andre) : Jerry McKibbon
- Edmond O'Brien  (VF : Jean Martinelli) : John Conroy
- Alexis Smith  (VF : Thérèse Rigaut) : Amanda Waycross
- Tom Tully : Matt Conroy
- Ed Begley  (VF : Richard Francoeur) : Neil Eichelberger
- Danny Dayton  (VF : Roger Rudel) : Roy Ackerman
- Adele Longmire : Carmelina LaRue
- Ray Teal : Clint
- Ted de Corsia  (VF :  Jean-Henri Chambois) : Harrigan
- Don Porter : Joe Silbray
- Howard Freeman : Fogel
- Neville Brand : Red
- Gretchen Hale  (VF : Marie Francey) : Mary Conroy

Acteurs non crédités :
- Soledad Jiménez : Mme Manzinates
- Tom Moore : Propriétaire du drugstore
- Voix off : Maurice Dorleac